# Toporivți, Horodenka
Toporivți (în ucraineană Топорівці) este o comună în raionul Horodenka, regiunea Ivano-Frankivsk, Ucraina, formată numai din satul de reședință.

## Demografie
Componența lingvistică a comunei Toporivți
     Ucraineană (100%)
Conform recensământului din 2001, toată populația comunei Toporivți era vorbitoare de ucraineană (100%).

## Personalități
- Ivan Strisky (1884-1935) - politician ucrainean din Bucovina